# Consell de París
El Consell General de París és l'assemblea deliberant executiva del departament i comuna francesa de París a la regió d'Illa de França, definida per la Llei PLM, de 31 desembre de 1982. Arran de la Llei de 10 juliol 1964 reorganització de la regió parisenca París és l'única ciutat de França que alhora és un municipi i un departament.
Des de 2001 el president és també l'alcalde de París Bertrand Delanoë (PS)

## Història
Després dels fets del Comuna de París (1871), la Tercera República Francesa va abolir el càrrec d'alcalde de París i llurs funcions foren exercides pel prefecte del Sena, nomenat pel govern. Els 20 districtes (arrondissements) foren dividits en quatre barris (quartiers) i cadascun escollia a un conseller municipal, que també exercia de conseller general al Consell General del Sena. El 1935 el nombre de barris va augmentar de 80 a 90 i el nombre de consellers municipals a 10. A diferència dels altres consellers generals de França, aquests eren remunerats, i les seves funcions requerien una inversió considerable per als funcionaris locals de l'època.
Al capdavant de cada districte el President de la República francesa nomena un alcalde i els seus adjunts. El consell municipal elegeix el seu president, càrrec purament honorífic.
La llei n°82-1169 de 31 de desembre de 1982 relativa a l'organització administrativa de París, Marsella, Lió, i els seus establiments públics de cooperació intercomunal (loi PLM) posa fi a aquesta excepció i crea el Consell de París, que exerceix alhora les competències d'un consell municipal et d'un consell general.

## Antics presidents del Consell
- vegeu Llista d'alcaldes de París

## Eleccions al consell i l'alcaldia de París
Els membres del consell són elegits per un període de sis anys per sufragi universal per un escrutini de llistes a dues voltes sobre la base territorial dels districtes. El nombre de regidors per districte varia de 3 a 17:
- 3 consellers pels districtes 1,  2, 3, 4 6 i 8;
- 4 pels districtes 5 i 9;
- 5 pel districte 7;
- 6 pel districte 10;
- 10 pels districtes 12 i 14;
- 11 pel districte 11;
- 12 pel districte 19;
- 13 pels districtes 13, 16, 17 i 20;
- 14 pel 18;
- 17 al 15.

En la seva primera reunió després de l'elecció, en sessió pública, el Consell de París procedeix a l'elecció de l'alcalde en votació secreta. Ha de ser elegit per majoria absoluta en dues voltes, i si no hi ha acord per majoria simple en una tercera volta. Els adjunts són elegits per majoria absoluta pel Consell i no poden passar de 48.

## Composició
El març de 2008 el Consell General de París era constituït per 163 elegits pels 163 districtes de París.
| Grup polític                         | Sigles | Electes |
| ------------------------------------ | ------ | ------- |
| Majoria (98 escons)                  |        |         |
| Partit Socialista                    | PS     | 74      |
| Partit Radical d'Esquerra            | PRG    | 3       |
| Europa Ecologia-Els Verds            | EELV   | 11      |
| Partit Comunista Francès             | PCF    | 8       |
| Partit d'Esquerra                    | PG     | 2       |
| Oposició (66 escons)                 |        |         |
| Unió pel Moviment Popular-Nou Centre | UMMPA  | 52      |
| Unió de Demòcrates Independents      | UDI    | 13      |
| No inscrit                           | NI     | 1       |
| Moviment Demòcrata                   | MoDem  | 1       |
| President del Consell de París       |        |         |
| Bertrand Delanoë (PS)                |        |         |